# Kunstsammlung der Universität Leipzig
Die Kunstsammlung der Universität Leipzig ist der historisch gewachsene Kunstbesitz dieser Einrichtung in Leipzig.

## Überblick
Seit Gründung der Universität Leipzig 1409 wurde ein umfangreicher Bestand von Kunstwerken unterschiedlicher Epochen und Gattungen zusammengetragen, zumeist verknüpft mit der Ausstattung von Gebäuden. Dieser Kunstbesitz der Universität Leipzig wird von der 1971 eingerichteten Kustodie verwaltet und umfasst u. a. Skulpturen und Malereien des Mittelalters, Werke der Reformationszeit, Epitaphien aus drei Jahrhunderten, bedeutende Porträtgalerien, Künstlernachlässe, Arbeiten namhafter DDR-Künstler sowie umfangreiche Grafikbestände. Nach den Verlusten des Zweiten Weltkriegs beläuft sich der Bestand auf aktuell etwa 10.000 Objekte, davon ca. 800 Gemälde, 600 Skulpturen und 8000 Blatt Grafik. Im Bemühen um die Fortführung der jahrhundertelangen Sammlungstradition werden bis heute Kunstwerke erworben.

## Entstehungsgeschichte und Inventarierungskampagnen
Vor dem Hintergrund der über 600-jährigen Geschichte der Universität Leipzig erfolgte die Gründung der Kustodie – als zentrales Verwaltungsorgan des Kunstbesitzes der Universität – vor gut vierzig Jahren vergleichsweise spät. Die Ursachen hierfür waren systemisch, denn die Initiative August Schmarsow, einen „Konservator“ zu bestellen, war 1907 aus Angst vor Eingriffen in die Autarkie der Fakultäten und Institute gescheitert. Entsprechend lückenhaft war die Erfassung der Bestände. Frühere Versuche, die über Jahrhunderte akkumulierten und auf die verschiedenen Einrichtungen der Universität verteilten Kunstwerke zu inventarisieren, hatten sich auf Teilbereiche beschränkt. Einblicke in die Universitätsbestände im 17. Jahrhundert vermitteln die 1675 und 1690 publizierten Inscriptiones Lipsiensis des Theologen Salomon Stepner. Allerdings waren diese den Leipziger Inschriften in ihrer Gesamtheit gewidmet und berücksichtigten nur mit Schrift versehene Kunstwerke. Das 1814 angeblich erstellte Inventarverzeichnis ist heute nicht nachweisbar.
Erst 1899 wurde die „Kommission zur Aufsicht über die Kunstschätze der Universität“ ins Leben gerufen, die parallel zur Arbeit der staatlichen Denkmalpflege über den Umgang mit Kunstwerken im Universitätsbesitz zu befinden hatte. Im Rahmen der von ihr initiierten Inventarisierungskampagne erstellte Felix Becker in den Jahren von 1913 bis 1916 das erste Kunstinventar der Gesamtuniversität in Form von Karteikarten. Neben einer knappen Beschreibung der Kunstwerke wurden handschriftlich unter anderem Standort, Erhaltungszustand sowie Technik, Angaben zum Künstler, zu Provenienz und weiterführende Literatur eingetragen. Vor dem Hintergrund erheblicher Verluste durch die Bomben des Zweiten Weltkriegs aktualisierte Annegrete Janda-Bux in den frühen 1950er Jahren den Katalog der Porträtbestände, der in Listenform publiziert wurde. Die umfangreichen grafischen Bestände blieben unberücksichtigt.

## Die Zerstörungen von 1968 und Frühzeit der Kustodie
Die dritte Hochschulreform der DDR von 1968, welche die traditionelle Fakultäts- und Institutsstruktur auflöste, ging mit der Zerstörung historischer Kontexte sowie der Zerstreuung der Kunstwerke einher. Schändlicher Kulminationspunkt dieser Entwicklung war die – ebenfalls politisch motivierte – Sprengung der im Zweiten Weltkrieg unversehrt gebliebenen Paulinerkirche (Leipzig) am 30. Mai 1968 und des klassizistischen Hauptgebäudes Augusteum wenige Wochen danach, der auch zahlreiche Kunstwerke zum Opfer fielen. Immerhin war bei beiden Gebäuden unmittelbar vor der Zerstörung die Rettung von Teilen der wertvollen Ausstattung geduldet worden, die in der Folge aber nur improvisiert und schlecht gesichert gelagert werden konnten. Die Notwendigkeit einer professionellen Betreuung des Kunstbestandes rückte daher in den Fokus und führte wenig später zur Gründung der Kustodie. Zum ersten „Kustos der Kunstsammlungen“ wurde 1971 Rainer Behrends (* 1937) ernannt. Erst 1973 jedoch wurden als Aufgaben die wissenschaftliche Bearbeitung, die museale Präsentation und Vermittlung des Sammlungsbestandes, sowie dessen Inventarisierung und restauratorisch-konservatorische Erhaltung definiert. Anfangs gab es weder einen Etat noch Personal. Hinzu traten – nur partiell aktenkundige – inneruniversitäre Kompetenzstreitigkeiten. Diese traten u. a. darin zutage, dass 1977 der Leiter der Sondersammlungen der Universitätssammlungen Dietmar Debes als „Kustos der Karl Marx Universität“ eingesetzt wurde. Im Übrigen blieb die Präsentation der Sammlung weiterhin dezentral: Bis heute werden wesentliche Bestände in verschiedenen Einrichtungen der Universität, u. a. in der Universitätsbibliothek, oder als Leihgaben, etwa in der Leipziger Thomaskirche, gezeigt.
Seit 1974 organisiert die Kustodie Sonderausstellungen zu kunst- und universitätshistorischen Themen sowie zur zeitgenössischen Kunst. Als Ausstellungsräume dienten anfangs das Foyer des damaligen Universitäts-Hochhauses, ab 1978 die „Galerie im Hörsaalbau“ und ab 1983 das „Ausstellungszentrum Kroch-Haus“. Seit dieser Zeit beherbergte das Kroch-Haus auch das Büro und Teile der Sammlungsmagazine der Kustodie. Die Eröffnung der Studiensammlung 1997 im Erdgeschoss des Rektoratsgebäudes an der Ecke Goethestraße/(Kleine) Ritterstraße bietet anhand bedeutender Sammlungsstücke sowohl Studierenden als auch der interessierten Öffentlichkeit einen Rundgang durch die Universitätsgeschichte.

## Jüngere Gegenwart und Perspektiven
Nachdem Rainer Behrends nach über dreißigjähriger Tätigkeit als Kustos in Pension gegangen war, übernahm 2002 Rudolf Hiller von Gaertringen (* 1961) die Leitung der Kustodie. Die Ausstellungstätigkeit in der Galerie im Hörsaalbau und im Ausstellungszentrum Krochhaus wurde bis zu deren Schließung 2005 bzw. 2007 fortgeführt. Ein Großvorhaben bildete die Organisation der Jubiläumsausstellung „Erleuchtung der Welt. Sachsen und der Beginn der modernen Wissenschaften“ im Jahre 2009 aus Anlass des sechshundertjährigen Bestehens der Universität Leipzig im Stadtgeschichtlichen Museum im Alten Rathaus. Die Zahl der Sonderausstellungen seit Gründung der Kustodie stieg damit auf über hundert.
Zugleich eröffnete die architektonische Umgestaltung des zentralen Universitätscampus am Augustusplatz neue Perspektiven: Erstmals bestand die Aussicht, einen größeren Teil der mit dem Areal verbundenen Kunstwerke aus der Zeit vom Mittelalter bis in die Gegenwart an ihren angestammten Ort zurückzubringen und angemessen zu präsentieren. Herzstück dieses Komplexes sind die Kunstwerke aus der gesprengten Universitätskirche, zunächst im ehemaligen Reichsgericht und von 1983 bis 2004 in einem Kunstdepot der evangelisch-lutherischen Landeskirche eingelagert. Die Umstände der Bergung, mehr aber noch die improvisierte Lagerung hatten eine Vielzahl von Schäden zur Folge, die weitreichende Restaurierungsmaßnahmen erforderten. Mit Unterstützung des Studiengangs Restaurierung der Hochschule der Bildenden Künste in Dresden, insbesondere durch Ulrich Schießl (1948–2011), erfolgten 2002 Erfassung und Weichenstellungen für Umlagerung und Restaurierung der Werke. Parallel dazu erarbeitete die vom Rektorat bestellte Kunstkommission Konzepte für die Wiederaufstellung. Das Ergebnis waren fünf „Erinnerungskomplexe“, welche beginnend mit Wandbildern aus dem Dominikanerkloster bis hin zum sozialistischen Wandbild „Arbeiterklasse und Intelligenz“ von Werner Tübke, künftig in Raumzusammenhängen Epochen der Universitätsgeschichte anschaulich machen. Mittlerweile sind wesentliche Etappen der Restaurierungen abgeschlossen. Nach der weitgehenden Fertigstellung der Architektur des niederländischen Architekten Erick van Egeraat am Augustusplatz kehrten im Frühjahr 2012 erste Werkkomplexe auf das Campusareal zurück und lassen so die Universitätsgeschichte lebendig werden. Aula und Andachtsraum im Paulinum, deren Gestaltung noch deutlicher als die Fassade an die zerstörte Kirche erinnern, wurden im Dezember 2017 der Öffentlichkeit übergeben. Seit dieser Zeit werden im Andachtsraum ausgewählte Kunstwerke aus dem Inventar der einstigen Universitätskirche präsentiert, neben dem spätgotischen Wandelaltar Epitaphien aus der Zeit von 1550 bis 1770.
Zu den Arbeitsschwerpunkten der Kustodie zählen ferner das Engagement in der kunsthistorischen Lehre, insbesondere im Hinblick auf die Vermittlung des künstlerischen Originals und Einblicke in die museale Praxis, sowie die Publikation ausgewählter Sammlungsbestände im Internet. Zudem befördert die Kustodie in vielfältiger Weise die Forschungen Dritter, etwa das Verbundprojekt des Bundesministeriums für Bildung und Forschung (BMBF) „Bildatlas Kunst in der DDR“. Auf die von der Kustodie angeregte Übersetzung und Erforschung der Epitaphinschriften soll die kunsthistorische Erforschung des Epitaphbestandes folgen. Im Oktober 2012 wurde darüber hinaus die Galerie im Neuen Augusteum als Ort für Sonderausstellungen der Kustodie in Betrieb genommen.

## Sammlungen und Exponate (Auswahl)
- Zepterpaar aus dem Jahr 1476, das die rechtliche Autonomie der Hochschule symbolisiert.
- Holzskulpturen des Dietrich von Wettin († 1307) und von Thomas von Aquin (um 1400)
- spätgotischer Hochaltar des Dominikanerordens und Epitaphien des 16. bis 18. Jahrhunderts aus der ehemaligen Paulinerkirche (Leipzig) darunter das Epitaph des Heinrich Heideck (1570–1603) von Valentin Silbermann. Die Epitaphien werden im Paulinum (Universität Leipzig) gezeigt.
- Grabplatten aus der Universitätskirche sowie die „vier Regententugenden“ von Ernst Rietschel (1804–1861) im Foyer des Neuen Augusteums
- Grafiken der Künstlerfamilie Genelli, des Naturforschers Tilesius von Tilenau
- Medizinhistorische Grafiksammlung des Karl-Sudhoff-Instituts[1]
- Kunstsammlung der ehemaligen Deutschen Hochschule für Körperkultur und Sport (DHfK).

Porträtsammlungen
Die Gelehrtenporträts aus sechs Jahrhunderten umfassen die Ordinariengalerie der Juristenfakultät, die Porträtgalerie des 17. und 18. Jahrhunderts aus der Universitätsbibliothek, die Freundschaftsgalerie des Leipziger Verlegers Philipp Erasmus Reich ursprünglich 31, überwiegend von Anton Graff ausgeführte Gemälde, darunter Bildnisse von Christian Fürchtegott Gellert, Moses Mendelssohn, Christian Ludwig von Hagedorn, Johann Friedrich Bause, Johann Kaspar Lavater und George Sulzer.